# 82e division d'infanterie (Allemagne)
Pour les articles homonymes, voir 82e division.
La  82e division d'infanterie  (en allemand : 82. Infanterie-Division ou 82. ID) est une des divisions d'infanterie de l'armée allemande (Wehrmacht) durant la Seconde Guerre mondiale.

## Création
La 82. Infanterie-Division est formée en décembre 1939 en tant qu'élément de la 6. Welle (6e vague de mobilisation).
Elle est dissoute en mai 1944 après de lourdes pertes sur le Front de l'Est. Les survivants de la division forment le Divisions-Gruppe 82 qui est assigné à la 254. Infanterie-Division.

## Organisation

### Commandants
| Date                               | Grade                  | Commandant                  |
| ---------------------------------- | ---------------------- | --------------------------- |
| 1er décembre 1939 - 1er avril 1942 | Generalleutnant        | Josef Lehmann               |
| 1er avril 1942 - 6 juillet 1942    | General der Infanterie | Friedrich Hoßbach           |
| 6 juillet 1942 - 31 janvier 1943   | Generalleutnant        | Alfred Bäntsch              |
| 31 janvier 1943 - 15 mars 1943     | Generalleutnant        | Karl Faulenbach             |
| 15 mars 1943 - ? avril 1943        | Generalleutnant        | Hans-Walter Heyne           |
| ? avril 1943 - ? mai 1943          | Generalleutnant        | Friedrich-August Weinknecht |
| ? mai 1943 - 10 mai 1944           | Generalleutnant        | Hans-Walter Heyne           |

## Théâtres d'opérations
- Allemagne : Décembre 1939 - Mai 1940
- France : Mai 1940 - Décembre 1940
- Allemagne : Décembre 1940 - Janvier 1941
- Pays-Bas : Janvier 1941 - Décembre 1942
- Front de l'Est, Secteur Sud : Mai 1942 - Juillet 1943
- Front de l'Est, secteur central : Juillet 1943 - Octobre 1943
  - 5 juillet au 23 août 1943 : Bataille de Koursk
- Front de l'Est, Secteur Sud : Octobre 1943 - Mai 1944

## Ordre de bataille
- Infanterie-Regiment 158
- Infanterie-Regiment 166
- Infanterie-Regiment 168
- Artillerie-Regiment 182
- Pionier-Bataillon 182
- Feldersatz-Bataillon 182
- Füsilier-Bataillon 182
- Panzerabwehr-Abteilung 182
- Infanterie-Divisions-Nachrichten-Abteilung 182
- Infanterie-Divisions-Nachschubführer 182

## Décorations
Certains membres de cette division se sont fait décorer pour faits d'armes :
- Insigne de combat rapproché en Or
  - 1
- Agrafe de la liste d'honneur
  - 8
- Croix allemande en Or
  - 7
- Croix de chevalier de la Croix de fer
  - 9